# Mirazidien-Schlüpfverfahren
Das Mirazidien-Schlüpfverfahren ist ein labordiagnostisch-parasitologisches Nachweisverfahren zur Detektion geringer Mengen von Pärchenegel-Eiern (Gattung Schistosoma) im Kot. Dabei werden zunächst die groben Bestandteile aus dem Kot entfernt und der Bodensatz anschließend in flachen Schalen mit warmen Leitungswasser über mehrere Stunden stehen gelassen. In dieser Zeit schlüpfen aus den Eiern die Mirazidien (Wimpernlarven), die sich aufgrund ihrer schnellen Bewegung leicht bei Lupenvergrößerung erkennen lassen.